# Ellen Fairclough
Ellen Louks Fairclough, od 1992 z tytułem Right Honorauble (ur. 28 stycznia 1905, zm. 13 listopada 2004), działaczka polityczna Kanady, pierwsza kobieta-minister w kanadyjskim rządzie federalnym.

## Życiorys
Działaczka społeczna, związana m.in. ze środowiskiem konsumenckim i skautowskim. W latach 1945–1950 zasiadała w Radzie Miasta Hamilton. Z ramienia Progresywno-Konserwatywnej Partii Kanady kandydowała w 1949 po raz pierwszy w wyborach parlamentarnych, uzyskała jednak mandat deputowanej do Izby Gmin dopiero rok później w wyborach uzupełniających. Wyróżniała się jako aktywna parlamentarzystka, w częstych (około 150 rocznie) wystąpieniach poruszając problematykę mieszkalnictwa, równouprawnienia kobiet, podatku dochodowego i walki z bezrobociem. Przeforsowała ustawę o równości płac za taką samą pracę bez względu na płeć. Brała także udział w pracach instytucji międzynarodowych, m.in. jako doradczyni delegacji kanadyjskiej w ONZ (1950) oraz przedstawicielka Kanady na Konferencji Parlamentarzystów Państw NATO w Paryżu (1955).
W czerwcu 1957 została jako pierwsza kobieta powołana w skład gabinetu federalnego (pod kierownictwem Johna Diefenbakera), obejmując tekę sekretarza stanu Kanady. W maju 1958 objęła stanowisko ministra ds. obywatelskich i imigracji, a w sierpniu 1962 funkcję Głównego Naczelnika Poczty (Postmaster General). W dniach 19-20 lutego 1958 pod nieobecność w kraju premiera Diefenbakera jako pierwsza kobieta w historii Kanady pełniła obowiązki szefa rządu. Pracę w rządzie zakończyła w kwietniu 1963 wraz z upadkiem gabinetu Diefenbakera. 
W 1963 przestała również zasiadać w Izbie Gmin.
Jako minister ds. imigracyjnych zwalczała zjawiska rasizmu w polityce imigracyjnej, doprowadziła do złagodzenia procedury wobec uchodźców, doprowadzając w konsekwencji do znacznego zwiększenia ich liczby w Kanadzie.
W 1979 została odznaczona Orderem Kanady, otrzymała również medale jubileuszowe 100-lecia (1967) i 125-lecia Konfederacji (1992); była ponadto członkiem Tajnej Rady Królowej ds. Kanady (z tytułem Right Honorauble). 20 lutego 1978 Izba Gmin wydała specjalną uchwałę gratulacyjną za wkład Ellen Fairclough w życie polityczne Kanady.
W 1993 rekomendowała kandydaturę Kim Campbell na przywódczynię Progresywno-Konserwatywnej Partii Kanady; Kim Campbell została wkrótce pierwszą kobietą-premierem Kanady.
Ellen Fairclough zmarła na trzy miesiące przed ukończeniem 100 lat.